# Système de bibliothèques valdôtain
Pour les articles homonymes, voir SBV.
Liste par ordre alphabétique des bibliothèques valdôtaines, faisant partie du réseau du système de bibliothèques valdôtain (abrégé en SBV).
- Bibliothèque régionale d'Aoste - 2, rue de la Tour du lépreux, à Aoste ;
- Bibliothèque Archéologique et d'Art - auprès du Musée archéologique régional - 12, place Roncas, à Aoste ;
- Bibliothèque d'Allein - 8, hameau Ayez ;
- Bibliothèque d'Antey-Saint-André, 44, hameau Bourg ;
- Bibliothèque d'Aoste - Hôpital régional, 3, avenue de Genève ;
- Bibliothèque d'Aoste - Quartier de la Doire, 30, route de la Croix-Noire ;
- Bibliothèque d'Aoste - 5, avenue d'Europe ;
- Bibliothèque d'Arvier - 8, rue Corrado Gex ;
- Bibliothèque d'Avise - 56, hameau Runaz ;
- Bibliothèque d'Ayas - 1, rue Tiquit (Antagnod) ;
- Bibliothèque d'Aymavilles - 1, loc. Chef-lieu ;
- Bibliothèque de Bionaz - loc. Dzovennoz ;
- Bibliothèque de Brusson - 36, rue La Pillaz ;
- Bibliothèque de Chamois - 5, hameau Corgnolaz ;
- Bibliothèque de Champdepraz - 165/b, hameau Fabrique ;
- Bibliothèque de Champorcher - hameau Loré ;
- Bibliothèque de Charvensod - 206, loc. Chef-lieu ;
- Bibliothèque de Châtillon - 112, rue Émile Chanoux ;
- Bibliothèque de Cogne - rue Bourgeois ;
- Bibliothèque de Courmayeur - 40, rue du Mont-Blanc ;
- Bibliothèque de Donnas - 4, place 25 avril ;
- Bibliothèque de Doues - loc. Chef-lieu ;
- Bibliothèque de Étroubles - 4, rue du Mont-Vélan ;
- Bibliothèque de Gignod - 1, hameau Chef-lieu ;
- Bibliothèque de Gressan - 15, hameau La Bagne (Tour de Saint-Anselme) ;
- Bibliothèque de Gressoney-Saint-Jean et Centre de culture walser (Walser Kulturzentrum) - 3, route régionale 44 ;
- Bibliothèque de Hône - 31/b, rue Émile Chanoux ;
- Bibliothèque d'Introd - 2, loc. Plan d'Introd ;
- Bibliothèque d'Issime - 66, loc. Chef-lieu ;
- Bibliothèque d'Issogne - 18, loc. La Colombière ;
- Bibliothèque de La Magdeleine - hameau Clou ;
- Bibliothèque de La Salle - 3, rue du Col Sérénaz (Maison Gerbollier) ;
- Bibliothèque de La Thuile - 11, rue Debernard ;
- Bibliothèque de Montjovet - 4, loc. Berriat ;
- Bibliothèque de Morgex - 34, rue du Grand-Saint-Bernard ;
- Bibliothèque de Ollomont - 47, loc. Bas ;
- Bibliothèque de Oyace - 1, hameau La Crétaz ;
- Bibliothèque de Pollein - 1, loc. Chef-lieu ;
- Bibliothèque de Pont-Saint-Martin - 5, rue de la Résistance ;
- Bibliothèque de Pré-Saint-Didier - 17, avenue du Mont-Blanc ;
- Bibliothèque de Quart - loc. Bas-Villair ;
- Bibliothèque de Rhêmes-Saint-Georges - 1, hameau Vieux ;
- Bibliothèque de Saint-Christophe - 4, loc. Chef-lieu ;
- Bibliothèque de Saint-Denis - 1, loc. Chef-lieu ;
- Bibliothèque de Saint-Marcel - 10, loc. Prélaz ;
- Bibliothèque de Saint-Nicolas - loc. Fossaz dessous ;
- Bibliothèque de Saint-Oyen - 64, rue du Grand-Saint-Bernard ;
- Bibliothèque de Saint-Pierre - 29, rue Corrado Gex ;
- Bibliothèque de Saint-Rhémy-en-Bosses - 25, hameau Prédumas-Falcoz ;
- Bibliothèque de Saint-Vincent - 7, rue Aurore Vuillerminaz ;
- Bibliothèque de Sarre - 33, hameau Tissoret ;
- Bibliothèque de Torgnon - 4 hameau Mongnod ;
- Bibliothèque de Valpelline - 6/a, loc. Chef-lieu ;
- Bibliothèque de Valtournenche - 21, rue de Rome ;
- Bibliothèque de Verrès - rue des Murasses.